# Södra Slättlandet

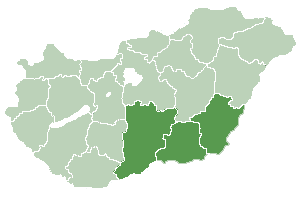
Södra Slättlandet i Ungern.

Södra Slättlandet (ungerska: Dél-Alföld) är en statistisk region (NUTS 2) i södra Ungern. Namnet kommer från det historiska landskapet Stora ungerska slättlandet. Området är känt för sina utmärkta  jordbruks- och trädgårdsprodukter samt spetsar och broderier (Kalocsa).
Regionhuvudstaden är Szeged. Det består av provinserna Bács-Kiskun, Csongrád-Csanád och Békés. I området finns bland annat städerna Kecskemét, Szeged och Békéscsaba.